# Filipești
Filipești is een Roemeense gemeente in het district Bacău.
Filipești telt 4738 inwoners.